# Alur Manis
Alur Manis is een bestuurslaag in het regentschap Aceh Tamiang van de provincie Atjeh, Indonesië. Alur Manis telt 1860 inwoners (volkstelling 2010).